# خضر يوسف
خضر يوسف أبو حماد (مواليد 6 أكتوبر 1984) لاعب كرة قدم فلسطيني يجيد اللعب في مركز الوسط مع منتخب فلسطين الوطني و نادي ترجي واد النيص في دوري الضفة الغربية الفلسطيني.
شارك للمرة الأولى مع فلسطين في أول مباراة بيتية تقام بموافقة الفيفا عام 2008 ضد الأردن بعد غياب استمر 68 عاماً.

## روابط خارجية
- خضر يوسف على موقع الاتحاد الدولي (مؤرشف)  (الإنجليزية)
- خضر يوسف على موقع إي إس بي إن إف سي (الإنجليزية)
- خضر يوسف على موقع قاعدة بيانات كرة القدم.إي يو (الإنجليزية)
- خضر يوسف على موقع ناشيونال فوتبول تيمز (الإنجليزية)
- خضر يوسف على موقع Soccerway.com (الإنجليزية)
- خضر يوسف على موقع عالم كرة القدم.نت (الإنجليزية)